# Loud
Loud je peti studijski album barbadoške pjevačice Rihanne, objavljen 12. studenog 2010. u izdanju Def Jama. Album je debitirao na prvom mjestu u Kanadi, dok je u SAD-u debitirao na 3. poziciji s prodanih 207,000 kopija u prvom tjednu od izdanja. Album sadrži tri internacionalna hita: "Only Girl (In the World)", za koji je dobila Grammy, "What's My Name?", te "S&M".

## Pozadina i suradnje
Album se snimao od veljače do kolovoza 2010., tijekom njezine The Last Girl On Earth turneje. Rihanna je na ovom albumu surađivala s mnogim producentima poput StarGate, The Runners, Polow da Don, Tricky Stewart, i Alex da Kid. Tekstove za pjesme su pisali Taio Cruz, Alex da Kid, Sean Garrett, Ne-Yo, Shontelle, David Guetta, i Drake.

## Uspjeh albuma
Album je debitirao na trećem mjestu Billboard 200 američke liste albuma, prodavši se u 207.000 primjeraka u prvom tjednu prodaje u SAD-u. Također je debitirao na prvom mjestu Billboardove liste R&B/Hip-Hop albuma. U drugom tjednu, album je pao na šesto mjesto prodavši se u 141.000 primjeraka. U trećem tjednu se prodao u 77.000 primjeraka i tako ostao u top 10. U četvrtom tjednu se prodao u 71.000 primjeraka i zauzeo deveto mjesto. U petom tjednu prodaje album je pao na jedanaesto mjesto prodavši 84.000 primjeraka. Zatim se u šestom tjednu prodao u 111.000 primjeraka i zauzeo deseto mjesto. Ipak, u sedmom tjednu prodaje album se prodao u 62.000 primjeraka i vratio se na treću poziciju. Do 9. siječnja 2011., album se sveukupno prodao u 785.000 primjeraka u SAD-u.
Loud je postigao znatan uspjeh i u drugim državama. U Kanadi je album debitirao na prvom mjestu, prodavši se u 27.000 primjeraka u prvom tjednu. "Loud" se do prosinca 2010. prodao u 80.000 primjeraka u Kanadi, dobivši platinastu nakladu. Album je u Francuskoj debitirao na trećem mjestu prodavši se u 17.304 primjeraka, a do šestog tjedna prodaje album se prodao u 100.000 primjeraka i zaradio platinastu nakladu. Album je debitirao na broju jedan u Švicarskoj. Album je debitirao na drugoj poziciji u Njemačkoj, Irskoj i Ujedinjenom Kraljevstvu U sedmom tjednu prodaje album se popeo na prvu poziciju i tako postao Rihannin drugi album koji je zauzeo prvo mjesto u Ujedinjenom Kraljevstvu. Album je bio uspješan i u Hrvatskoj, dostigao je i broj 1.

## Kritički osvrt
Loud je većinom zaradio pozitivne kritike.

## Singlovi
- "Only Girl (In The World)" je objavljen kao najavni singl, 10. rujna 2010.[28] Pjesma je na američke radijske postaje poslana 21. rujna.[29] Pjesma je dosegla prvu poziciju u SAD-u. Prvo mjesto je također zauzela u Ujedinjenom Kraljevstvu, Kanadi, Australiji, Austriji, Belgiji, Irskoj, Izraelu, Italiji, Novom Zelandu, Norveškoj i Slovačkoj.[30]

- "What's My Name?" je objavljen kao drugi singl, 29. listopada 2010. u Europi, a 1. studenog 2010. u Americi.[31] Pjesma je dosegla broj jedan u SAD-u i tako postala njezina deveta pjesma koja je dosegla tu poziciju u Americi.[32]

- "Raining Men" je 7. prosinca 2010. poslana na urbane radijske postaje i na Billboardovoj Hot R&B/Hip-Hop listi zauzela pedeset i sedmo mjesto.[33]

- "S&M" je 25. siječnja 2011. objavljen kao treći singl s albuma.[34] Dosegao je prvu poziciju na Billboardovoj Hot 100 listi kao i na mnogim drugim svjetskim top ljestvicama.

- "Man Down" je drugi singl objavljen kao peti singl početkom svibnja 2011. Singl je dosegnuo 59. mjesto na Billboardovoj top ljestvici Hot 100.[35]

- "California King Bed" objavljen kao šesti singl 31. svibnja 2011. Singl je dosegnuo 37. mjesto na Billboardovoj top ljestvici Hot 100.[36]